# Adenophora uryuensis
Adenophora uryuensis là loài thực vật có hoa trong họ Hoa chuông. Loài này được Kingo Miyabe & Misao Tatewaki mô tả khoa học đầu tiên năm 1935.